# William Colenso

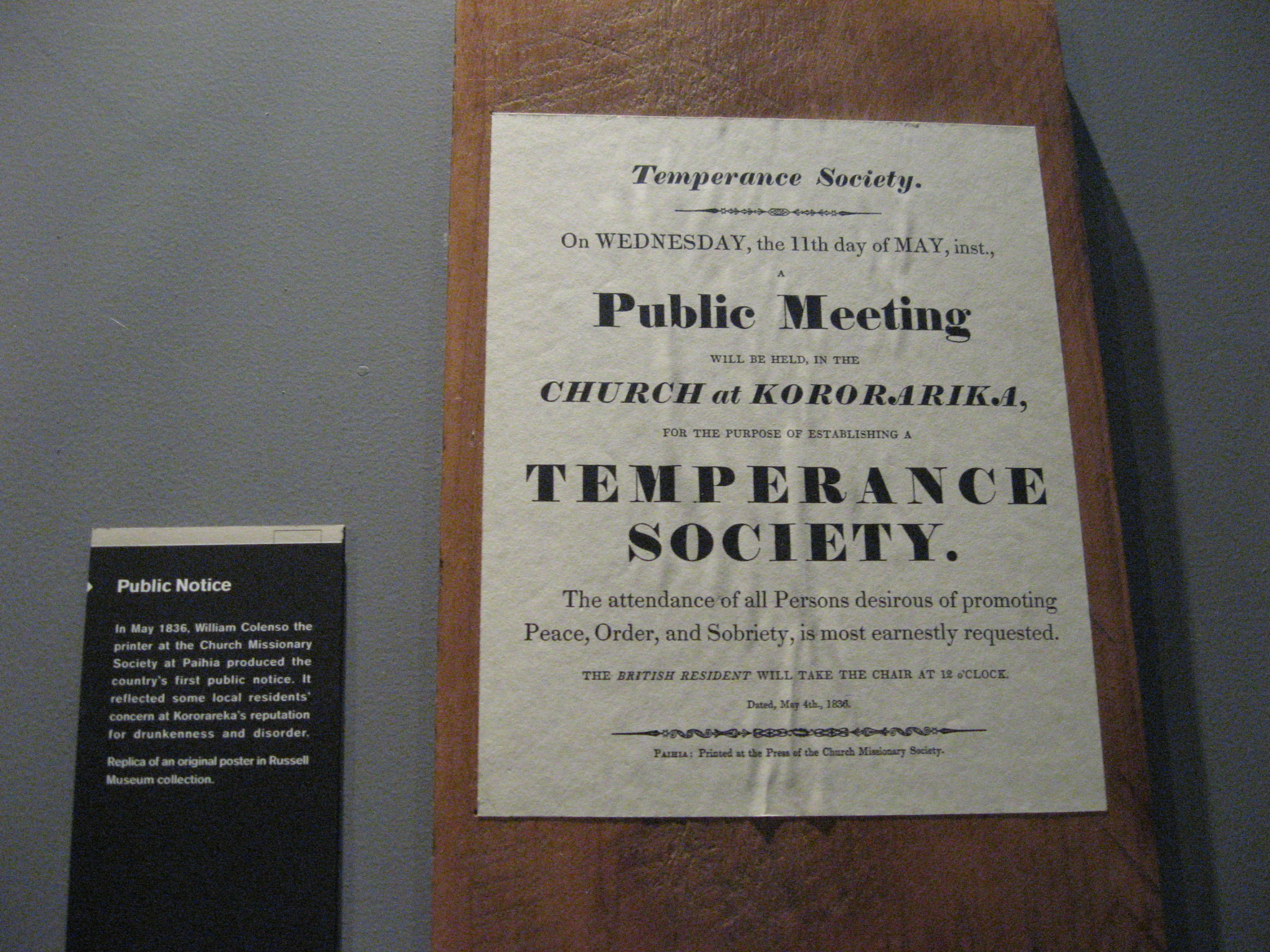
El primer diario público de Nueva Zelanda, impreso en la imprenta de William Colenso.

William Colenso (Penzance, Cornualles; 7 de noviembre de 1811-Napier, 10 de febrero de 1899) fue un religioso, impresor, político, y naturalista. Era primo hermano de John William Colenso, obispo de Natal; y entrenado como aprendiz de imprenta.
Viaja a Nueva Zelanda en 1834 para trabajar para la "Sociedad Misionaria" como impresor/misionero. Así fue responsable de la primera impresión del Tratado de Waitangi y de una traducción al idioma māori del Nuevo Testamento. Fue además un ávido botánico; detallando y transmitiendo a los Reales Jardines Botánicos de Kew en Inglaterra, flora novedosa de Nueva Zelanda.
En 1866 fue el primer neozelandés electo miembro de la Royal Society. Escribió varios libros, y contribuyó en más de cien Arts. a revistas científicas.

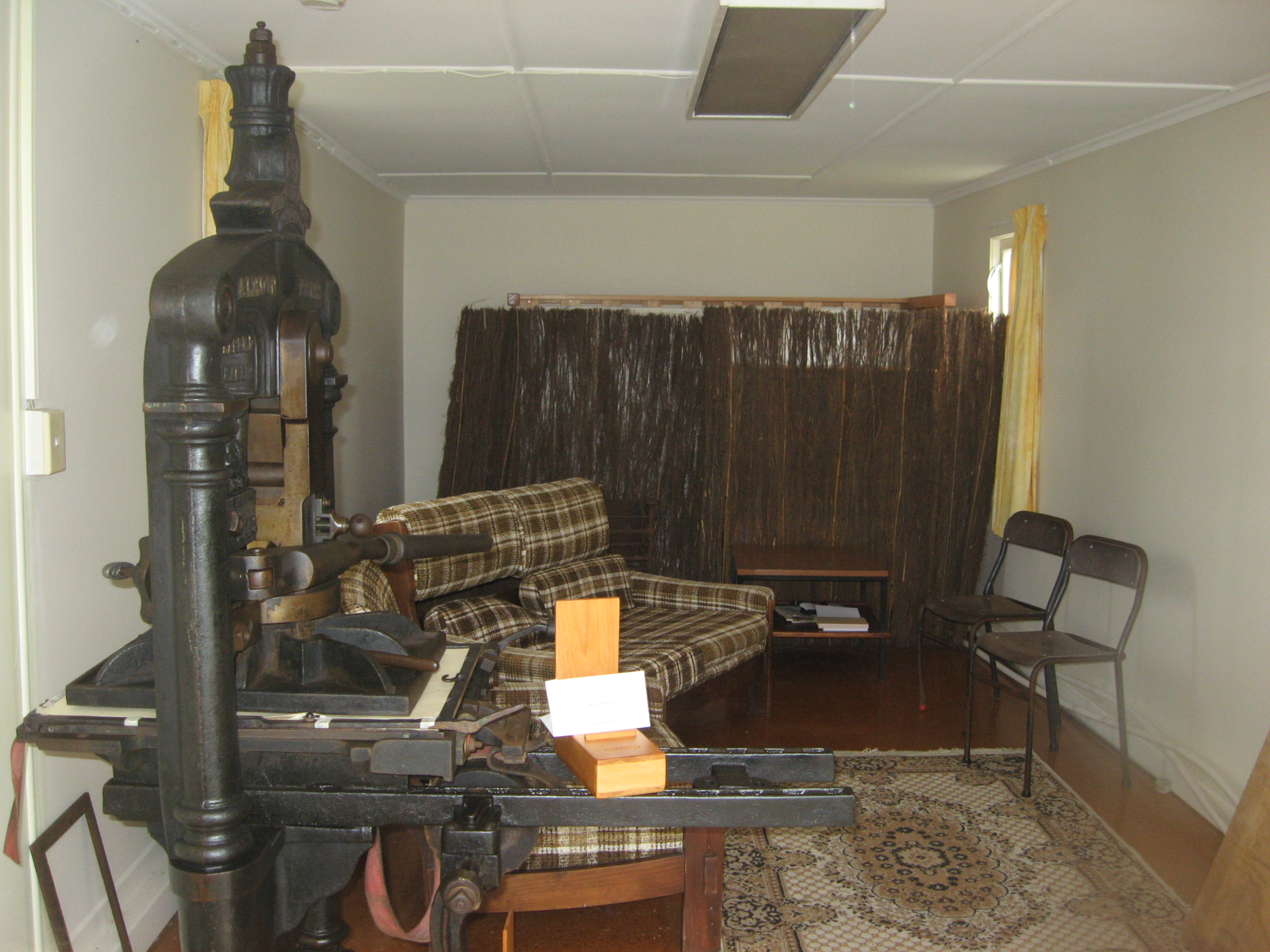
Imprenta en ‘Haven of History’, una reconstrucción de la Estación de la Sociedad Misionera, en Paihia, con la minerva del mismo tipo de la usada por William Colenso.

Su estancia en la sociedad colonial de Nueva Zelanda y en la Sociedad Misionaria, junto a su ferviente esperanza en ser ordenado, se perdió al descubrirse que había tenido un hijo (Wiremu) con la ayudante maorí (Ripeka) de su esposa Elizabeth Fairburn Colenso. Siguió un periodo de aislamiento, periodo durante el cual continuó su obra botánica, tomando un rol activo como político en la ciudad puerto de Napier, Nueva Zelanda.
Fallece en Napier en 1899, dejando dos hijos y una hija. Su hijo de Ripeka, Wiremu/William, deja Nueva Zelanda y va a Cornwall, casándose con una prima y viviendo en Penzance hasta su deceso. Y su hijo de Elizabeth Fairburn, Ridley Latimer, concurrió a Cambridge, y se asentó en Escocia. Su hija Frances Mary se casa con William Henry Simcox y se ubican en Otaki Nueva Zelanda. Ninguno de sus hijos varones dejó descendencia, mientras Frances tuvo nueve.

## Honores

### Eponimia
- (Anacardiaceae) Rhus colensoana Engl.[1]

- (Apiaceae) Chaerophyllum colensoi Hook.f.) K.F.Chung[2]

- (Boraginaceae) Myosotis colensoi Cockayne & Allan[3]

- La abreviatura «Colenso» se emplea para indicar a William Colenso como autoridad en la descripción y clasificación científica de los vegetales.[4]